# Patch test
Patch test hay thử nghiệm miếng đắp (xét nghiệm dị ứng bằng một tấm dán) là một phương pháp thử nghiệm được sử dụng để xác định liệu một chất cụ thể gây viêm dị ứng trên da của bệnh nhân. Bất kỳ cá nhân bị nghi ngờ bị viêm da tiếp xúc dị ứng (allergic contact dermatitis) hoặc atopic dermatitis cần thử nghiệm patch test.
Patch test giúp xác định những chất nào có thể gây ra phản ứng dị ứng kiểu trễ ở bệnh nhân và có thể xác định các chất gây dị ứng không được xác định bằng xét nghiệm máu hoặc xét nghiệm skin prick. Nó có mục đích tạo ra một phản ứng dị ứng địa phương trên một khu vực nhỏ của lưng bệnh nhân, nơi các hóa chất pha loãng được nhúng vào. Các chất hóa học trong bộ dụng cụ patch test bao gồm những chất, trong đó khoảng 85-90 phần trăm của iêm da tiếp xúc dị ứng, và bao gồm các hóa chất có trong kim loại (như niken), cao su, da, formaldehyde, lanolin, nước hoa, đồ vệ sinh cá nhân, thuốc nhuộm tóc, dược phẩm, thực phẩm, đồ uống, chất bảo quản, và các chất phụ gia khác.

## Kháng chất thông thường
Các chất gây dị ứng hàng đầu từ năm 2005-06 là: niken sunfat (19,0%), myroxylon pereirae (Balsam của Peru, 11,9%), hỗn hợp nước thơm I (11,5%), quaternium-15 (10,3%), neomycin (10,0%), bacitracin (9,2%), formaldehyde (9,0%), coban chloride (8.4%), methyldibromoglutaronitrile / phenoxyethanol (5.8%), p-phenylenediamine (5.0%), kali diicat (4.8%), hỗn hợp carba (3.9%), hỗn hợp thiuram (3,9%), diazolidinyl urê (3,7%), và 2-bromo-2-nitropropane-1,3-diol (3,4%).
Chất gây dị ứng thường gặp nhất được ghi lại trong nhiều nghiên cứu trên thế giới là niken. Bệnh dị ứng Nickel phổ biến hơn ở phụ nữ trẻ, đặc biệt liên quan đến xỏ lỗ tai hoặc bất kỳ đồng hồ, dây đai, dây kéo hoặc đồ trang sức nào có niken. Các chất gây dị ứng thông thường khác được khảo sát tại Bắc Mỹ bởi Nhóm viêm da Liên hệ Bắc Mỹ (NACDG).

## Cơ chế
Một thử nghiệm patch test dựa trên nguyên tắc của phản ứng quá mẫn loại IV.
Bước đầu tiên để trở nên dị ứng là nhạy cảm (sensitization). Khi da bị tiếp xúc với chất gây dị ứng, các tế bào biểu hiện kháng nguyên (APCs) - còn được gọi là tế bào Langerhans hoặc tế bào Dendritic Cell - phóng đại chất, phá vỡ nó xuống thành các thành phần nhỏ hơn và đưa chúng lên bề mặt của chúng tới các phức hợp tương hợp chính tương ứng loại hai (MHC-II). Sau đó, APC di chuyển tới một hạch bạch huyết, nơi nó trình bày các chất gây dị ứng được hiển thị cho tế bào T CD4, hoặc tế bào T-helper. Tế bào T trải qua sự mở rộng dòng vô tính và một số dòng vô tính của các tế bào T nhạy cảm đặc trưng kháng nguyên mới được tạo thành trở lại vị trí tiếp xúc với kháng nguyên.
Khi da tiếp xúc với kháng nguyên một lần nữa, các tế bào nhớ trong da nhận ra kháng nguyên và tạo ra các cytokine (tín hiệu hóa học), làm cho nhiều tế bào T di chuyển từ các mạch máu. Điều này bắt đầu một chuỗi miễn dịch phức tạp dẫn đến viêm da, ngứa, và phát ban điển hình của viêm da tiếp xúc.
Nói chung, phải mất từ 2-4 ngày để có phản hồi để phát triển. Patch test chỉ là sự khởi phát của một viêm da tiếp xúc trong một khu vực nhỏ.

## Quá trình
Áp dụng patch test mất khoảng nửa giờ. Số lượng nhỏ từ 25 đến ~ 150 nguyên liệu (chất gây dị ứng) trong các khoang nhựa hình vuông hoặc vòng nhôm riêng được áp dụng lên phần trên lưng. Chúng được giữ tại chỗ với băng keo chống dị ứng đặc biệt. Các miếng dán nằm ở vị trí không bị quấy rầy ít nhất 48 giờ. Tập thể dục mạnh mẽ hoặc giãn có thể làm gián đoạn cuộc xét nghiệm.
Trong cuộc hẹn thứ hai, thường là 48 giờ sau đó, các bản dán được gỡ bỏ. Đôi khi các bản dán bổ sung được áp dụng. Phía sau được đánh dấu bằng bút lông màu đen không thể tẩy xóa hoặc các bút đánh dấu thích hợp khác để xác định vị trí kiểm tra và đọc sơ bộ được thực hiện. Các dấu hiệu này phải được nhìn thấy trong cuộc hẹn thứ ba, thường là 24-48 giờ sau đó (72-96 giờ sau khi áp dụng). Trong một số trường hợp, có thể yêu cầu đọc sau 7 ngày, đặc biệt nếu một chuỗi kim loại đặc biệt được kiểm tra.

## Dị ứng thực phẩm
Các bác sĩ da có thể giới thiệu một bệnh nhân bị nghi ngờ là dị ứng thực phẩm để thử nghiệm patch test. Thực phẩm được xác định bằng xét nghiệm máu hoặc xét nghiệm chích da có thể hoặc không chồng chéo với thực phẩm được xác định bằng thử nghiệm patch test.
Một số phụ gia thực phẩm và hương vị có thể gây ra phản ứng dị ứng xung quanh và trong miệng, xung quanh hậu môn và âm đạo như là chất gây dị ứng thức ăn đi ra khỏi cơ thể, hoặc gây ra một phát ban lan rộng trên da. Các chất gây dị ứng như niken, balsam Peru, paraben, natri benzoat, hoặc aldehyde cinnamon có thể làm trầm trọng thêm hoặc gây ra nổi mẩn da.
Các thực phẩm gây ra mày đay (hay phát ban) gây phản ứng quá mẫn với kiểu I, nhờ đó mà một phần của phân tử thức ăn được các tế bào gần da biết đến trực tiếp, được gọi là tế bào mast. Các tế bào mast có các kháng thể trên bề mặt của chúng gọi là globulin miễn dịch E (IgE). Các hoạt động này là thụ thể, và nếu họ nhận ra chất gây dị ứng, họ sẽ phóng thích nội dung của chúng, gây phản ứng dị ứng ngay lập tức. Các phản ứng loại I như sốc phản vệ là ngay lập tức và không mất từ 2 đến 4 ngày để xuất hiện.
Trong một nghiên cứu về các bệnh nhân bị phát ban mạn tính đã được thử nghiệm patch test, những người bị dị ứng và tránh tiếp xúc với chất gây dị ứng của họ, kể cả ăn kiêng, không bị phát ban. Những người bắt đầu ăn chất gây dị ứng của họ một lần nữa lại bị phát ban.